# Teach Children to Worship Satan
Teach Children to Worship Satan EP je švedskog black metal-sastava Dark Funeral. Diskografska kuća No Fashion Records objavila ga je 27. ožujka 2000. Jedini je album sastava na kojem svirao je bubnjar Gaahnfaust.

## Popis pjesama
| 1.    | »An Apprentice of Satan«              | 6:05 |
| 2.    | »The Trial« (obrada King Diamonda)    | 5:29 |
| 3.    | »Dead Skin Mask« (obrada Slayera)     | 4:47 |
| 4.    | »Remember the Fallen« (obrada Sodoma) | 4:16 |
| 5.    | »Pagan Fears« (obrada Mayhema)        | 6:32 |
| 27:09 |                                       |      |

## Zasluge
Dark Funeral
- Emperor Magus Caligula – vokal, bas-gitara
- Lord Ahriman – gitara
- Dominion – gitara
- Gaahnfaust – bubnjevi

Dodatni glazbenici
- Dee Moe – prateći vokal (na pjesmama "The Trial" i "Dead Skin Mask")
- Larsa – solo-gitara (na 2., 3. i 4. pjesmi)

Ostalo osoblje
- Tommy Tägtgren – produkcija, inženjer zvuka, miks
- Peter In de Betou – mastering